# نوربر
نوربَر (انگلیسی: Photophore) یک اندام غده‌ای است که به شکل نقاط نورانی بر روی بدن آبزیان مختلف، از جمله ماهی‌ها و سرپایان دیده می‌شود. 
این اندام گاه ساده است و گاه به حد چشم انسان پیچیده، به طوری که شامل عدسی، شاتر، فیلتر رنگ و بازتابنده هم هست. زیست‌تابی می‌تواند از ترکیباتی تولید شود که حین گوارش طعمه ایجاد می‌شوند. این کار به وسیله یاخته‌های میتوکندری ویژه در ارگانیسم انجام می‌شود که به آنها فوتوسیت می‌گویند.
ماهیت غدد نوربر در شناسایی ماهیان اهمیت دارد. در ماهیان، نورآور برای استتار از طریق تاباندن نور به چشم طعمه‌خواران کاربرد دارد.